# 262 Valda
262 Valda је астероид главног астероидног појаса чија средња удаљеност од Сунца износи 2,552 астрономских јединица (АЈ).
Апсолутна магнитуда астероида је 11,67 а геометријски албедо 0,114.